# Amyris abeggii
Amyris abeggii là một loài thực vật có hoa trong họ Cửu lý hương. Loài này được Ekman ex Urb. mô tả khoa học đầu tiên năm 1926.